# 山梨県の観光地

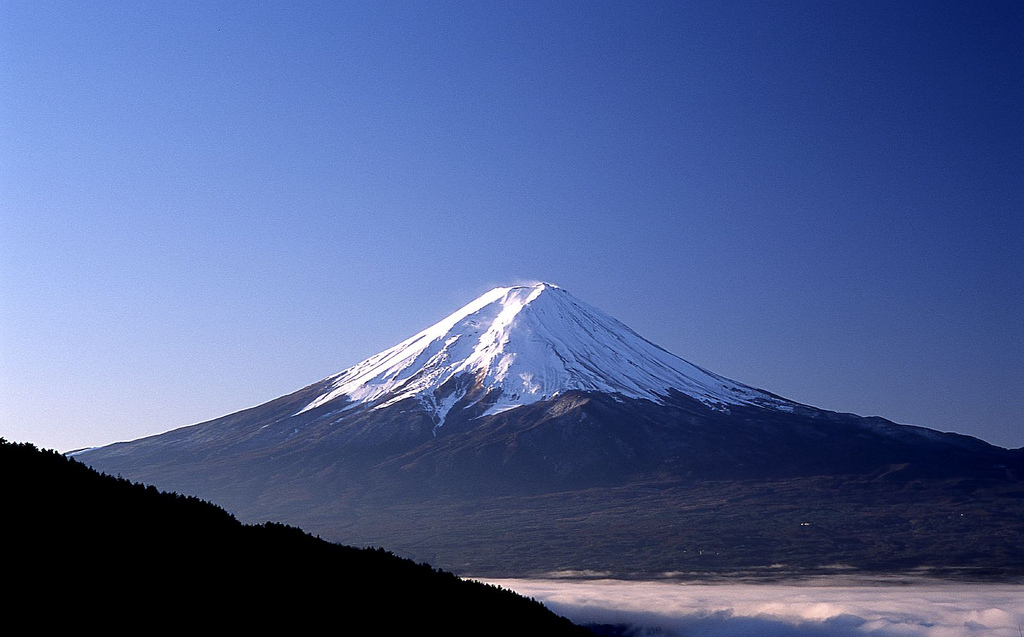
特別名勝 富士山 御坂峠より望む

山梨県の観光地（やまなしけんのかんこうち）は、山梨県内の主要な観光地等に関する項目である。

## 山梨県の観光

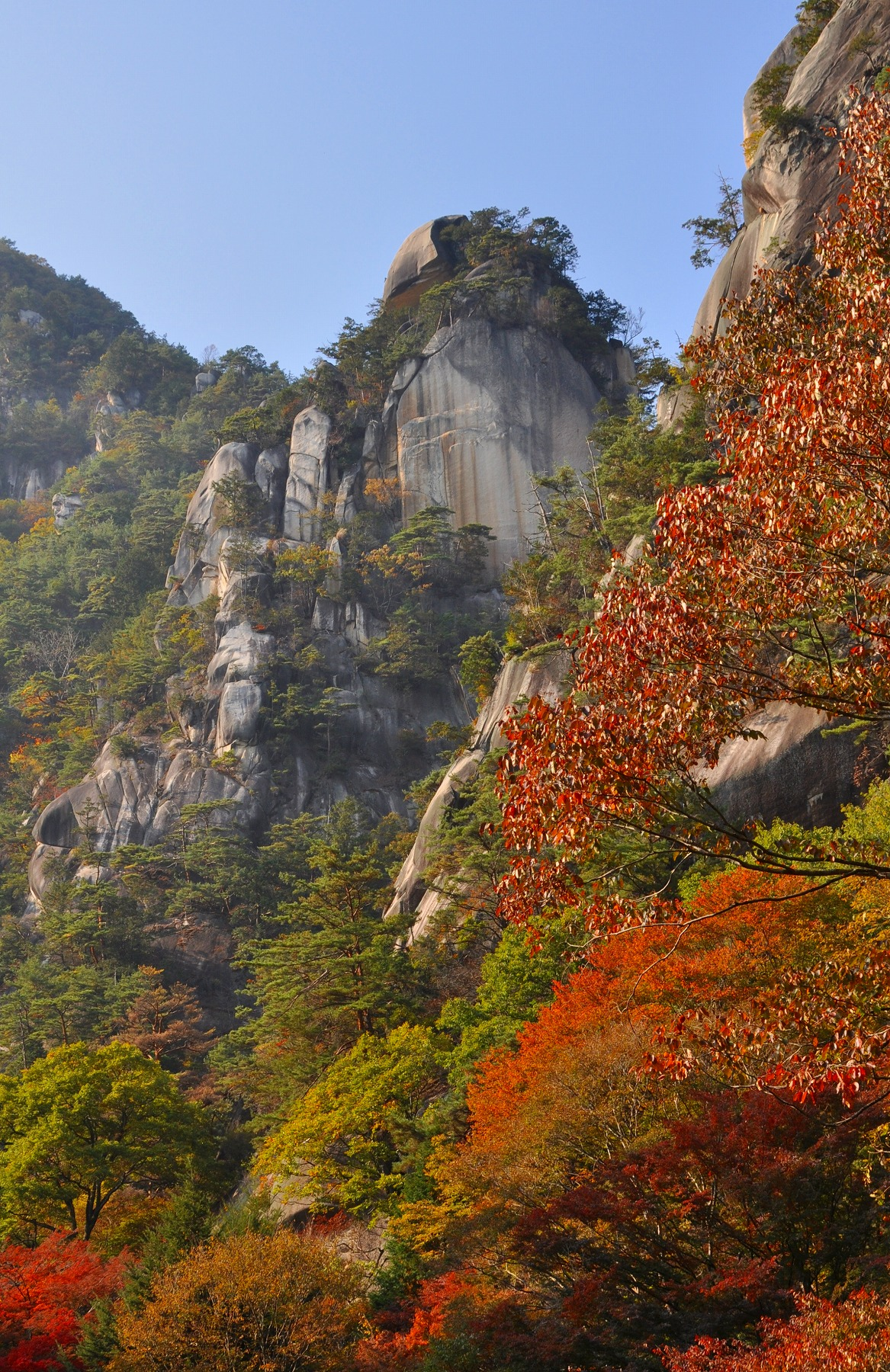
特別名勝 御岳昇仙峡 覚円峰

山梨県（甲斐国）は江戸時代に甲州街道などの主要街道や脇往還が整備し、さらに富士川舟運も開通し、主要な交通・物流網が成立する。これに伴い旅の大衆化し、武家から庶民まで多くの旅人が来訪した。江戸期には文人・学者などによる甲斐国の旅行記が残されており、武田氏関係の史跡や富士山、御嶽昇仙峡、身延山久遠寺など自然、史蹟など各地の名所が成立する。甲斐の名所は旅日記のほか『甲州道中図屏風』のような絵画作品、文人絵画、葛飾北斎『富嶽三十六景』や歌川広重『不二三十六景』『富士三十六景』などの浮世絵においても視覚的に描かれ、江戸など遠方においても知られた。江戸期に旅行記や絵画作品に記された名所は、近代以降の交通体系の変化によって廃れたり、開発によって消失した名所も含まれている。
明治初期には道路整備や鉄道の開通などにより観光業が盛んになり、八ヶ岳や富士北麓などにおいて観光地や保養地としての整備が進む。戦後には笹子トンネルや中央自動車道の開通によって交通網がさらに整備され、観光業は主要産業化する。交通網の整備により首都圏や中京地域から観光客を呼びこみ、武田氏関係の史跡などの歴史資産や八ヶ岳・富士山・御嶽昇仙峡などの自然資産を活かした観光業を展開している。
特に武田信玄は近世期から『甲陽軍鑑』を通じて大衆的知名度があり、地元においても近代には崇拝され郷土の英雄として位置づけられている。戦後においても武田家を中心とした観光作りを行っており、毎年4月上旬には信玄公祭りを実施し、地元における日常食であった「ほうとう」が武田信玄の陣中食であったとする触れ込みで観光食化するなど、新たな名所・名物も成立している。
また、戦後の山梨県の産業は養蚕が衰退して果樹栽培が増加し、果樹栽培と観光を組み合わせた観光農園も成立した。現在では外国人観光客を呼びこみ、世界遺産に認定された富士山の活用、甲府城の史蹟整備や富士信仰など武田氏以外の歴史的観光遺産の発掘など、県をあげての活動を行なっている。

## 対象別

### 文化財等

#### 世界遺産
- 富士山-信仰の対象と芸術の源泉（山梨県内のみ記載）
  - 富士山域
    - 山頂の信仰遺跡群
    - 吉田口登山道
    - 北口本宮冨士浅間神社
    - 西湖
    - 精進湖
    - 本栖湖

  - 河口浅間神社
  - 冨士御室浅間神社
  - 旧外川家住宅
  - 小佐野家住宅
  - 山中湖
  - 河口湖
  - 忍野八海
    - 出口池
    - 御釜池
    - 底抜池
    - 銚子池
    - 湧池
    - 濁池
    - 鏡池
    - 菖蒲池

  - 船津胎内樹型
  - 吉田胎内樹型

- 河口湖からの富士山
- 吉田口登山道
- 北口本宮冨士浅間神社
- 山中湖 （左は富士山）

#### 国宝建築
- 大善寺 – 薬師堂
- 清白寺 – 仏殿

- 大善寺 薬師堂
- 清白寺 仏殿

#### 国の名勝
- 富士山（特別名勝、富士吉田市、南都留郡鳴沢村/山頂部の市町村）
- 御岳昇仙峡（特別名勝、甲府市、甲斐市）
- 恵林寺庭園（甲州市）
- 向嶽寺庭園（甲州市）
- 猿橋、日本三奇橋（大月市）
- 富士五湖、（南都留郡山中湖村、富士河口湖町、南巨摩郡身延町）

- 仙娥滝（御岳昇仙峡）
- 恵林寺庭園
- 猿橋
- 富士五湖のランドサット衛星写真

#### 特別天然記念物
- 鳴沢熔岩樹型

- 鳴沢熔岩樹型11号坑（熔岩スパイラクル）

#### 重要伝統的建造物群保存地区
- 赤沢（南巨摩郡、早川町）
- 塩山下小田原上条（甲州市）

- 赤沢宿の講中宿
- 塩山下小田原上条の山村・養蚕集落

#### 登録記念物
- 七里岩

#### 重要文化財・史跡等
- 甘草屋敷
（重要文化財）
- 甲府駅北口広場、旧睦沢学校（藤村記念館）
（重要文化財）
- 甲斐銚子塚古墳
（国の史跡）
- 八田家書院
（山梨県指定文化財）

#### 文化施設
博物館・美術館
水族館
- 山梨県立富士湧水の里水族館

- 山梨県立博物館
- 山梨県立美術館
- 根津記念館
- 富士吉田市立富士山レーダードーム館

### 公園等

#### 国立・国定公園
- 国立公園 
  - 富士箱根伊豆国立公園
  - 秩父多摩甲斐国立公園
  - 南アルプス国立公園
- 国定公園 
  - 八ヶ岳中信高原国定公園

- 富士五湖
本栖湖の日の出
- 金峰山
山頂の五丈岩
- 北岳
日本第二位の高峰
- 黄葉の八ヶ岳
東沢大橋

#### 県立自然公園
- 南アルプス巨摩県立自然公園
- 四尾連湖県立自然公園

- 南アルプス巨摩県立自然公園
(櫛形山)
- 四尾連湖県立自然公園
(四尾連湖)

#### 県立都市公園
- 小瀬スポーツ公園
- 山梨県立愛宕山こどもの国
- 甲斐風土記の丘・曽根丘陵公園
- 御勅使南公園
- 山梨県立フラワーセンター ハイジの村
- 富士川クラフトパーク
- 山梨県富士北麓公園

- 小瀬スポーツ公園
- 甲斐風土記の丘・曽根丘陵公園
- 御勅使南公園
- 山梨県立フラワーセンター ハイジの村

#### 大型公園・動物園・植物園・遊園地
大型公園
動物園・植物園・遊園地
- 甲府市遊亀公園附属動物園
- 山梨県笛吹川フルーツ公園
- 富士急ハイランド

- 山梨県立愛宕山こどもの国
- 甲府市遊亀公園附属動物園
- 山梨県笛吹川フルーツ公園
- 富士急ハイランド

#### 恋人の聖地
- 甲州市勝沼 ぶどうの丘
- 白鳥山森林公園
- 笛吹川フルーツ公園
- 富士山麓 ふじてんリゾート

### 祭事・行事
- 信玄公祭り
- 塩澤寺厄除け地蔵尊祭り
- 正の木稲荷祭り
- 天津司舞 - 国の重要無形民俗文化財
- 無生野の大念仏 - 国の重要無形民俗文化財
- 吉田の火祭（日本三奇祭） - 国の重要無形民俗文化財
- 神明の花火大会
- 南部の火祭り

- 信玄公祭り
- 天津司舞
- 無生野の大念仏
- 吉田の火祭

## 地域別

### 国中地域

#### 峡中圏
- 甲府市 - 特別名勝御岳昇仙峡・昇仙峡ロープウェイ、武田神社、武田信玄銅像、山梨県立美術館、甲州夢小路、甲斐善光寺、仙娥滝、山梨県小瀬スポーツ公園、甲府市遊亀公園・甲府市遊亀公園附属動物園、甲府城、山梨県立愛宕山こどもの国、金櫻神社、クリスタル・ミュージアム、夫婦木神社、昇仙峡影絵の森美術館、山梨県立科学館、東光寺、能泉湖、甲府市藤村記念館、山梨県地場産業センター、信玄の湯 湯村温泉、風土記の丘農産物直売所、積翠寺温泉、不老園、甲府市武田氏館跡歴史館、信玄公祭り、天津司舞、やまなし映画祭
- 甲斐市 - 松尾神社 (甲斐市中下条)、シャトレーゼベルフォーレワイナリー、サントリー登美の丘ワイナリー、大塚古墳、赤坂台総合公園、信玄堤
- 中央市 - 山の神千本桜、道の駅とよとみ
- 昭和町 - 義清神社

- 武田神社
- 甲府市武田氏館跡歴史館
- 信玄公祭り
- 信玄堤

#### 峡北圏
- 韮崎市 - 甘利山、韮崎旭温泉、新府城、わに塚のサクラ、新府桃源郷、武田八幡宮、韮崎大村美術館
- 北杜市 - シャトレーゼ白州工場、八ヶ岳リゾートアウトレット、リゾナーレ小淵沢、サントリー白州蒸留所、山梨県立フラワーセンター ハイジの村、清里高原、甲斐大泉温泉、身曾岐神社、吐竜の滝、名水公園べるが、三分一湧水、海岸寺、川俣川渓谷、平山郁夫シルクロード美術館、まきば公園、美し森、清泉寮、サンメドウズ清里スキー場、おいしい学校、尾白川渓谷、瑞牆山、台ヶ原宿、増富温泉、えほんミュージアム清里、神代桜（日本五大桜）、南八ヶ岳花の森公園、赤岳、実相寺、川俣川渓流釣り場、神田の大イトザクラ、山梨県立八ヶ岳スケートセンター、道の駅はくしゅう、道の駅南きよさと、八ヶ岳ホースショーinこぶちさわ

- 武田八幡宮
- サントリー白州蒸留所
- 山梨県立フラワーセンター ハイジの村
- 神代桜

#### 峡西圏
- 南アルプス市 - 南アルプス（北岳など）、御勅使南公園、やまなみの湯、伊奈ヶ湖、山梨県立県民の森、安藤家住宅

- 南アルプス
- 北岳
- 御勅使南公園
- 安藤家住宅表門

#### 峡東圏
- 山梨市 - ほったらかし温泉、山梨県笛吹川フルーツ公園、西沢渓谷と東沢渓谷、はやぶさ温泉、広瀬ダム、万力公園、乙女高原、国宝清白寺、道の駅みとみ、道の駅花かげの郷まきおか
- 笛吹市 - 浅間神社、黒岳、桔梗信玄餅工場テーマパーク、石和温泉郷（石和温泉・春日居温泉・日の出温泉）、モンデ酒造山梨工場、本坊酒造山梨マルスワイナリー、山梨県森林公園金川の森、八代ふるさと公園、山梨県立博物館、宝石庭園 信玄の里、笛吹ワイン、みさかの湯、カムイみさかスキー場、笛吹桃源郷、笛吹市立青楓美術館、釈迦堂遺跡博物館、川中島合戦戦国絵巻
- 甲州市 - 名勝恵林寺、ぶどうの丘、諏訪神社、甘草屋敷、シャトー・メルシャン勝沼ワイナリー、大菩薩の湯、ハーブ庭園旅日記、マンズワイン勝沼ワイナリー、国宝大善寺、甲州街道、大菩薩嶺、青梅街道、景徳院、勝沼のぶどう園、中央葡萄酒グレイスワイナリー、熊野神社、白百合醸造、慈雲寺、甚六桜、名勝向嶽寺、道の駅甲斐大和、一之瀬高橋の春駒

- 西沢渓谷七ツ釜五段の滝
- 石和温泉
- 釈迦堂遺跡博物館
- 勝沼のぶどう園

#### 峡南圏
- 富士川町 - 大法師公園、氷室神社
- 市川三郷町 - みたまの湯、四尾連湖、神明の花火大会
- 身延町 - 身延山久遠寺（日蓮宗総本山）、身延山ロープウェイ、下部温泉、甲斐黄金村・湯之奥金山博物館、富士川クラフトパーク、みのぶゆばの里、身延町なかとみ和紙の里、本栖湖（西半分の湖岸。湖面は境界未定）、毛無山、道の駅しもべ
- 早川町 - 奈良田温泉、西山温泉、重伝建「赤沢」
- 南部町 - なんぶの湯、奥山温泉、アルカディア南部総合公園、道の駅とみざわ、南部の火祭り

- 大法師公園
- 身延山ロープウェイ
- 下部温泉
- 久遠寺しだれ桜

### 郡内地域

#### 富士五湖圏
- 富士吉田市 - 富士急ハイランド（ふじやま温泉、リサとガスパールタウンなど）、北口本宮冨士浅間神社、新倉山浅間公園、富士吉田市立富士山レーダードーム館、富士見つり堀、道の駅富士吉田、吉田の火祭
- 山中湖村 - 山中湖、山中湖花の都公園、パノラマ台、長池親水公園、山中湖温泉、三島由紀夫文学館、サンタクロースミュージアム、山中諏訪神社、石割神社、山中湖交流プラザ きらら、山中湖テディベアワールドミュージアム
- 忍野村 - 忍野八海、さかな公園（山梨県立富士湧水の里水族館など）、忍野温泉、忍野しのびの里、鐘山の滝
- 富士河口湖町 - 河口湖、富士すばるランド、〜河口湖〜 富士山パノラマロープウェイ、青木ヶ原樹海、本栖湖（東半分の湖岸。湖面は境界未定）、大石公園、精進湖、御坂峠天下茶屋、河口湖音楽と森の美術館、富士スバルライン、山梨宝石博物館、西湖、河口湖クラフトパーク、富岳風穴、河口湖ハーブ館、富士大石ハナテラス、河口湖大橋、河口湖自然生活館、富士御室浅間神社、河口湖ショッピングセンター ベル、大池公園、富士河口湖温泉郷、河口湖木ノ花美術館、河口浅間神社、河口湖ミューズ館、河口湖美術館、河口湖ステラシアター、西湖野鳥の森公園、河口湖猿まわし劇場、西湖コウモリ穴、八木崎公園、西湖キャンプ場テント村、山梨県立富士ビジターセンター、山梨県立富士山世界遺産センター、道の駅かつやま、河口の稚児舞
- 西桂町 - 三つ峠
- 鳴沢村 - 富士山、鳴沢氷穴、なるさわ富士山博物館、フォレストアドベンチャー・フジ、ふじてんスノーリゾート、河口湖自動車博物館・飛行舘、鳴沢熔岩樹型、道の駅なるさわ

- 北口本宮冨士浅間神社
- 青木ヶ原樹海
- 河口湖オルゴールの森美術館
- 河口湖美術館

#### 東部圏
- 大月市 - 猿橋（日本三奇橋の一つ）、真木温泉
- 都留市 - 山梨県立リニア見学センター、勝山城址、高川山、ミュージアム都留、都留市商家資料館、道の駅つる、八朔祭り
- 上野原市 - 権現山、秋山温泉、三頭山、無生野の大念仏
- 道志村 - 大室山、道志の湯、キャンプ場（道志の森キャンプ場、ネイチャーランドオムなど）、道の駅どうし
- 小菅村 - 小菅の湯、大菩薩峠、白糸の滝、長作観音堂
- 丹波山村 - 丹波山温泉 のめこい湯、丹波山村農林産物直売所、三条の湯、甲武キャンプ村

- 猿橋
- 山梨県立リニア見学センター
- 道志の森キャンプ場
- 大菩薩峠